# Rodajlendka červená
Rodajlendka červená je středně těžké plemeno kura domácího s kombinovanou užitkovostí. Rodajlendky červené jsou výkonnými nosnicemi, se snáškou až 250 vajec ročně, jsou přitom dobře zmasilé, odolné, otužilé a rané.
Rodajlendka červená má trup obdélníkového tvaru, který je nesený vodorovně, záda jsou dlouhá a vodorovná a široce nasazený ocas je proti linii zad jen lehce zvednutý. Postoj je středně vysoký, širší. Hřeben je poněkud nižší, jednoduchý, středně velký, vzpřímený a obvykle s pěti zuby, ušnice jsou malé, červené, laloky středně velké a zaoblené. Peří hladce přiléhá. Rodajlenka červená se chová pouze v červené barvě, žádoucí je stejnoměrně sytá mahagonová barva s co nejmenším podílem černých pigmentů, jejichž přítomnost standard toleruje pouze v ocase. Zobák a běháky jsou žluté.
Prošlechtěné linie rodajlendek červených slouží k produkci hnědovaječných snáškových hybridů.